# Sommeraften ved Skagens strand. Kunstneren og hans hustru
Sommeraften ved Skagens strand. Kunstneren og hans hustru er et maleri fra 1899 af P.S. Krøyer, som er en af de mest almindeligt kendte af skagensmalerne. Billedet forestiller Krøyer med sin kone Marie og hans hund Rap slentre på stranden i måneskin.

## Beskrivelse
I 1895, i et brev til sin ven Oscar Björck, skrev Krøyer: "Jeg tænker også på at male et stort portræt af min kone og mig sammen - men jeg har sikkert brug for godt vejr, så det vil ikke være i år." Faktisk var det først fire år senere, i sommeren 1899, at han endelig skabte maleriet. Måske var det i erkendelse af 10 års ægteskab med Marie Triepcke som illustreret i andre værker af familielivet på det tidspunkt såvel som i en række af de fotografier og tegninger, som han brugte som grundlag for arbejdet.
Det endelige resultat har desto mindre en temmelig melankolsk tone. På trods af de smukke omgivelser, ses Marie kikke væk i det fjerne, mens hun forsvinder i den blå måneskin. Selv Krøyers egen svage figur ser ud til at have problemer med at støtte hende på armen, mens den nærmeste figur af alle er Krøyers trofaste hund Rap. 
Efter Krøyer havde arbejdet på maleriet hele sommeren, indgav han det til Charlottenborgs Forårsudstilling i 1900. Det blev ikke meget godt modtaget på udstillingen, hvor det blev kritiseret som værende for banalt. I 1907 beskrev Krøyer sine egne følelser omkring Skagenaftener: "Skagen kan se så frygteligt kedeligt ud i stærkt sollys ... men når solen går ned, når månen stiger op af Havet, ... med fiskerne stående på stranden og kuttere sejlende forbi med løsnede sejl ... i de senere år har dette været den tid, jeg kan lide mest af alt. " Et par måneder efter forårsudstillingen blev Krøyer indlagt på Middelfart Sindssygehospital efter at have et nervøst sammenbrud.